# Hussein Ghrer
Hussein Ghrer né le 4 novembre 1979 est un journaliste, blogueur et militant des droits humains syrien.

## Biographie
Originaire d'Alep, Hussein Ghrer fait des études d'ingénieur à Damas et devient ingénieur en informatique. En 2006, il commence un blog sous pseudonyme car il aborde des questions politiques, les droits des femmes, ou dénonce la corruption, ce qui le met en danger,. En 2008, espérant un assouplissement du régime, il apparaît cette fois sous sa véritable identité. Il est alors sommé de modifier les sujets de ses articles. Il persiste, bien que sachant qu'il risque plusieurs années de prison.
Entre 2010 et 2011, il intervient au sein d’un organisme de la radio britannique BBC pour la formation des journalistes syriens. Il est emprisonné du 24 octobre au 1er décembre 2011 au sein de la branche 251 des services de renseignements. À sa libération, il travaille pour le Centre syrien pour les médias et la liberté d’expression (SCM), fondé par Mazen Darwish et basé à Damas, qui collecte des informations sur les violations graves et systématiques des droits de l’homme en Syrie. 

## Disparition forcée et emprisonnement
Quelques semaines plus tard, Hussein Ghrer est de nouveau arrêté. En février 2012, Hussein Ghreer, Mazen Darwish, Yara Bader et douze autres membres du SCM sont arrêtés par une centaine d'agents des services de renseignement de l’armée de l’air et emmenés au centre de détention de l’aéroport de Mezzeh, où ils sont séparés. Hussein Ghrer est en réalité victime de disparition forcée, détenu au secret, personne, pas même sa femme ni ses enfants, ne peut avoir aucune nouvelle pendant plus de neuf mois, jusqu'en novembre : « J’étais conscient que ma famille ne savait pas si j’étais vivant ou mort. C'est une autre forme de torture ». Il est torturé, mais affirme que comparé à d'autres détenus, dont certains sont morts, ce qu'il subit « n'est rien » : il est entassé dans des cellules minuscules, régulièrement battu, à coup de bâton ou de câbles électriques, privé de sommeil, maintenu aveuglé et attaché, il doit écouter les cris d’autres détenus suppliciés pendant les interrogatoires. 
Après neuf mois au secret, Hussein est présenté devant le tribunal antiterroriste, qui organise des « parodies de procès », où il condamne 35 personnes en 12 minutes, où les avocats sont totalement impuissants. Hussein Ghrer est condamné pour « diffusion d’informations sur les actes terroristes » et est transféré à la prison civile d'Adra. Il fait partie des prisonniers qui bénéficient d’une amnistie décidée en juin 2014 mais n'est relâché que le 17 juillet 2015, plus de trois ans après son arrestation, et avec l'intervention d'ONG internationales dont Amnesty international et Human Rights Watch. 

## Militantisme pour les droits humains et la justice
Après sa libération, Hussein Ghrer se réfugie en Allemagne, où il retrouve sa famille. Hussein Ghreer fait partie des victimes qui se constituent partie civile et témoignent lors du procès de Coblence, où comparaissent Anwar Raslan et Eyad al-Gharib, deux anciens agents de la branche 251, dite « branche al-Khatib », où il a été détenu fin 2011. Hussein Ghrer témoigne de son expérience, car de nombreux détenus sont actuellement torturés en Syrie. 